# Пархомівський історико-художній музей
Пархо́мівський істо́рико-худо́жній музе́й — історико-художній музей у селі Пархомівці Краснокутського району Харківської області; один з найкращих сільських музеїв України, що володіє унікальною колекцією мистецтва і предметів старовини.
Заклад є автономним відділом Харківського художнього музею. Його колекція нараховує близько трьох тисяч експонатів основного фонду і складається з унікальних творів живопису, графіки, скульптури, декоративно-ужиткового мистецтва, цінних матеріалів з археології та етнографії.
Нині Пархомівський історико-художній музей міститься у колишньому палацовому приміщенні Подгорічані.

## Історія
Заснований Пархомівський музей у 1955 році за ініціативою вчителя історії, шанувальника старовинної культури та мистецтва Панаса Федоровича Луньова. Спочатку музей існував як народний при Пархомівській середній школі.

Меморіальна дошка П. Ф. Луньову біля входу в музей

Особиста колекція зразків образотворчого мистецтва, яку Луньов передав музеєві, стала основою першої експозиції. Найближчими помічниками Панаса Федоровича були його учні, яких він об'єднав спочатку в гурток «Юний історик», а пізніше — в історико-мистецький клуб «Райдуга». Вони вели пошукову роботу в селі Пархомівка (Краснокутський район) та сусідніх селах Краснокутського району, збирали картини, ікони, старовинний одяг, вишивки, монети, медалі, предмети побуту.
Шкільний музей підтримали харківські художники, які в перші роки його існування подарували близько 50 творів. Довго допомагав йому і Музей образотворчих мистецтв імені Олександра Пушкіна, Ермітаж, Спілка художників СРСР. Сільський музей встановив тісні зв'язки з Російським музеєм у Санкт-Петербурзі (за СРСР — Ленінград), Третьяковською галереєю, Об'єднанням музеїв Московського кремля. Практична і методична допомога надходила від харківських художнього та історичного музеїв.
Багато років сільський музей підтримував тісні стосунки з відомими майстрами образотворчого мистецтва — Сергієм Коньонковим, Володимиром Фаворським, Михайлом Ромадіним, Євгеном Вучетичем, Борисом Неменським, Іваном Їжакевичем та багатьма іншими.
Згодом Пархомівський сільський історико-художній музей перетворився у своєрідний культурно-освітній осередок. Вже у 1960-ті роки він стає відомим далеко за межами України. Багаторічна дружба пов'язує Пархомівський музей з Дрезденською картинною галереєю, берлінським Боде-музеумом, які неодноразово запрошували до себе «райдужан» для знайомства з шедеврами світового мистецтва.
Понад 30 років музей існував на громадських засадах. Лише у 1986 році він одержав статус державного культурно-освітнього закладу —став автономним відділом Харківського художнього музею.
30 вересня 2017 року у Пархомівці за участю великої харківською громади, голови ХОДА Юлії Світличної, голови правління ПУМБ Сергія Черненка, директорів Харківського художнього музею Валентини Мизгіної та Пархомівського — Олени Семенченко відбулася урочиста передача приміщення палацу родини Подгорічані, як благодійного внеску (опинився у власності комерційного банку ПУМБ за борги колишнього власника), на баланс обласного комунального закладу «Харківський художній музей», відділом якого є Пархомівський музей.

## Експозиція та колекції музею

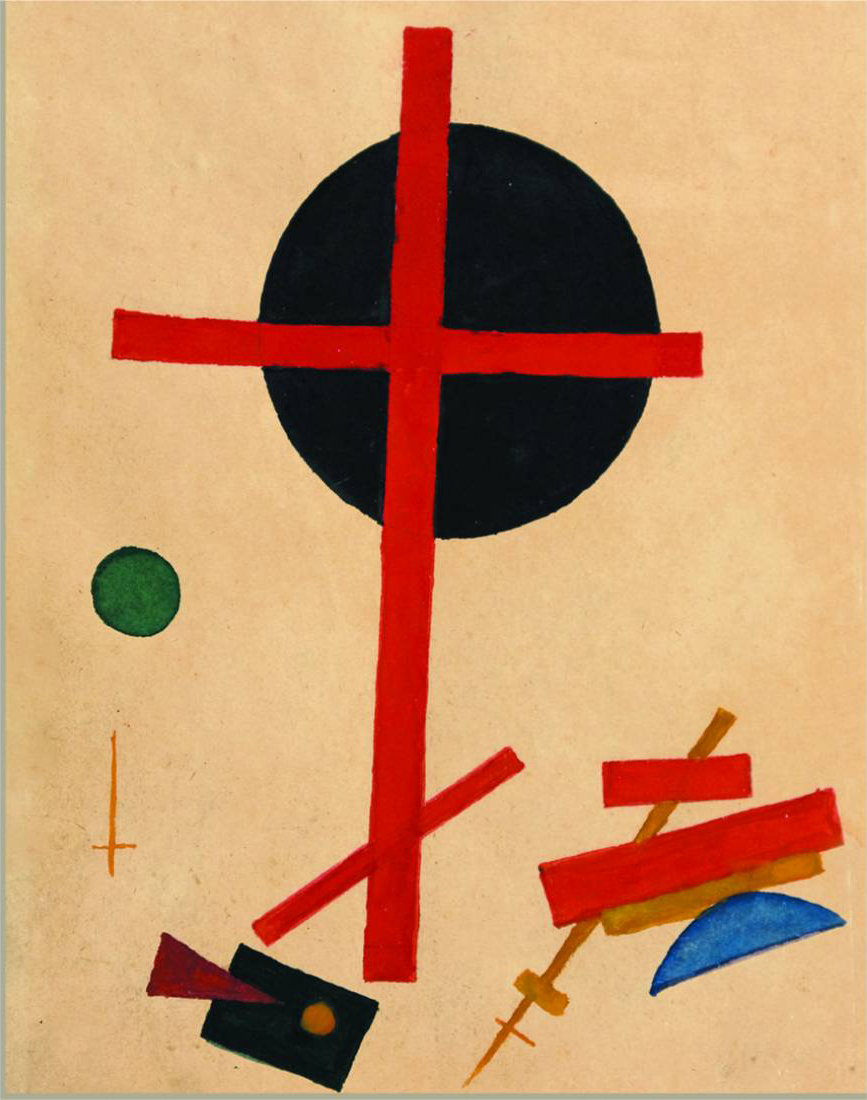
Казимир Малевич. Супрематизм 65, 1915

Експозиція Пархомівського історико-художнього музею (кінець 2000-х) розміщена у 16 залах і має відділи: іконопису, вітчизняного мистецтва XVIII—XX століть, вітчизняного мистецтва сучасного періоду, зарубіжного мистецтва, декоративно-ужиткового мистецтва, археології та історії краю.
Пархомівський музей володіє унікальним зібранням станкового живопису і графіки України та Росії XVIII-XX століть. Також у експозиції є старовинні ікони, роботи видатних українських та російських митців — Іллі Рєпіна, Сергія Васильківського, Івана Айвазовського, Тараса Шевченка, Михайла Врубеля, Івана Шишкіна, Карла Брюллова, Василя Кандинського, Казимира Малевича, Валентина Сєрова, Абрама Архипова, Олександра Головіна, Ореста Кіпренського, Ісаака Левітана, Олександра Бенуа, Миколи Реріха, Олександра Іванова. Доволі рідкісними, зокрема для українських музеїв, є твори російських авангардистів.
Значну частину експозиції присвячено вітчизняному образотворчому мистецтву XX століття, зокрема радянському. В ній особливе місце займають твори живопису, графіки, скульптури, подаровані музею самими художниками — Костянтином Юоном, Юрієм Пименовим, Мартиросом Сар'яном, Іваном Їжакевичем, Сергієм Коньонковим, Володимиром Фаворським, Євгеном Вучетичем, Михайлом Ромадіним, Семеном Чуйковим, Василем Касіяном, Борисом Неменським та іншими.
Є в Пархомівському музеї і збірка зарубіжного мистецтва — пам'яток різних часів і країн: давньоєгипетська пластика і невеликий розділ античного мистецтва Індії, Японії, Китаю.
Особливе місце в колекції займають твори західноєвропейського живопису і графіки XVI—XX століть. У цьому розділі експонуються твори всесвітньовідомих художників, серед яких і «Портрет дівчинки» Фердінанда Боля. Нові напрями в образотворчому мистецтві кінця XIX—XX століть представлені творами французьких художників Едуарда Мане, Каміля Піссарро,.
Серед найцінніших творів — картини голландців ван Рейсдала, ван Дейка та де Хоха, гравюри італійського майстра XVIII століття Джованні Піранезі. Музей володіє й унікальними як для України роботами Пабло Пікассо — 2 картини, зокрема і всесвітньо знаний твір митця «Голуб миру», які подарував музеєві відомий російський літератор Ілля Еренбург, та 2 зразки «пікассівської» кераміки.
В історико-етнографічному відділі музею представлено предмети місцевої історії та культури краю: знаряддя праці і зброя найперших поселенців на території Пархомівки та Краснокутського району епохи неоліту та бронзи, предмети місцевого побуту XII-XIX століть, вишивка, народна картина, кераміка.

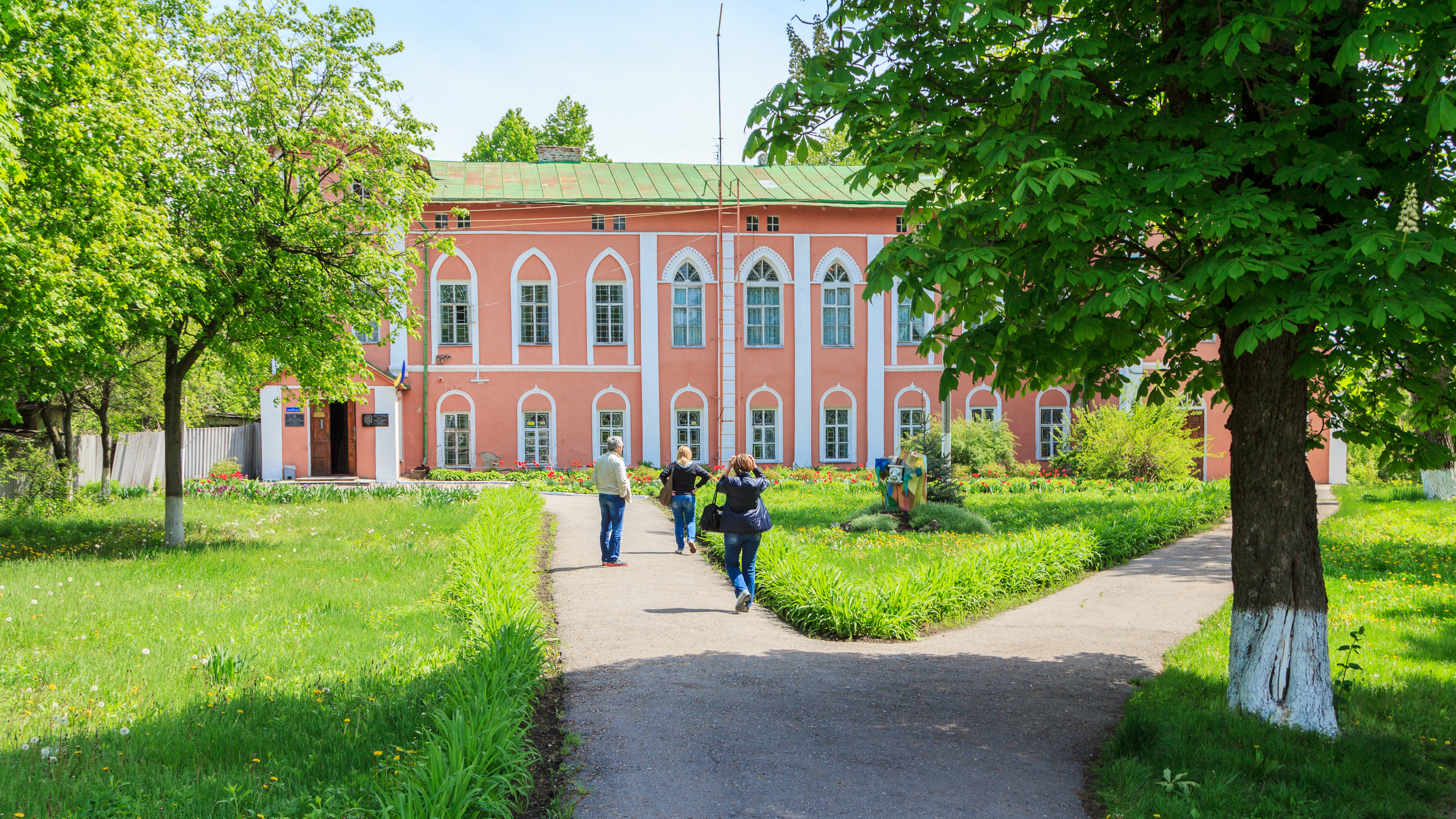
Палац Подгорічані (нині — музей)
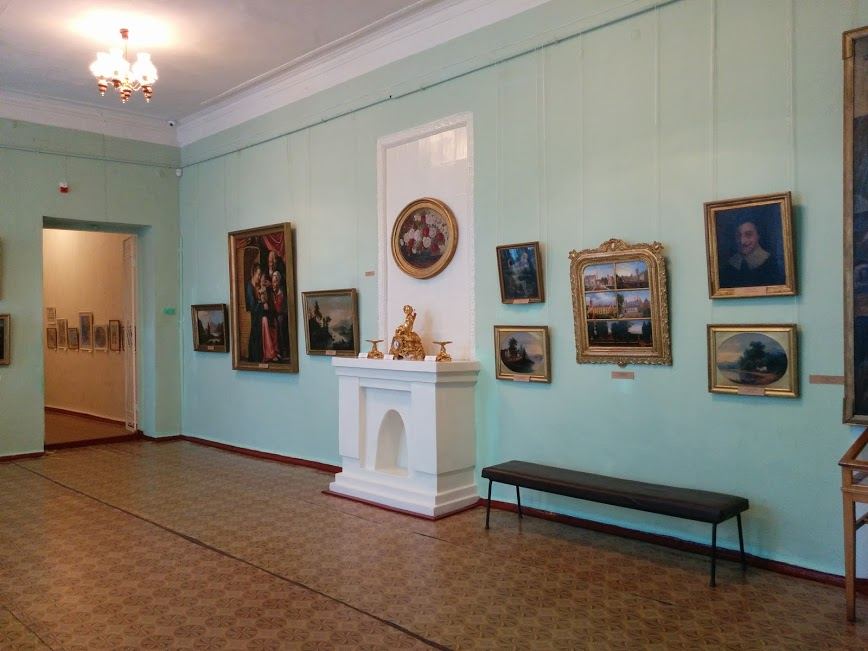
Палац Подгорічані. Зал
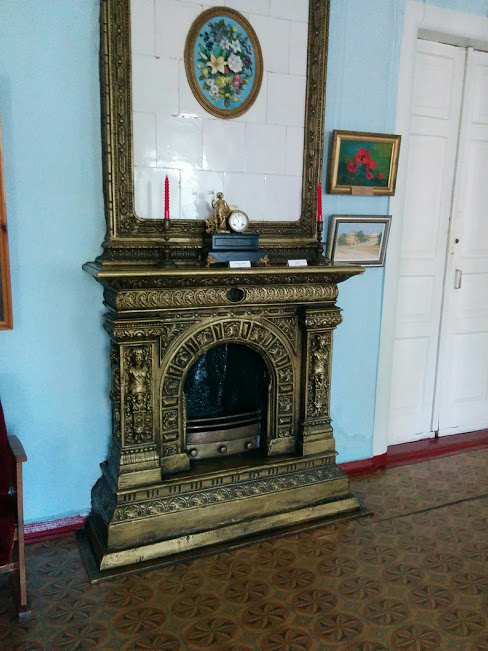
Камін у палаці Подгорічані
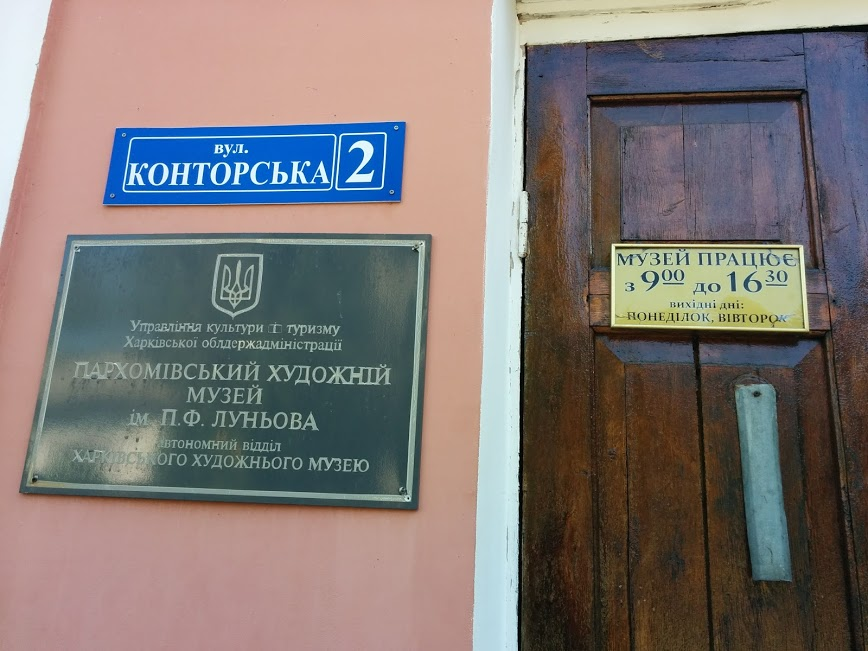
Табличка музею
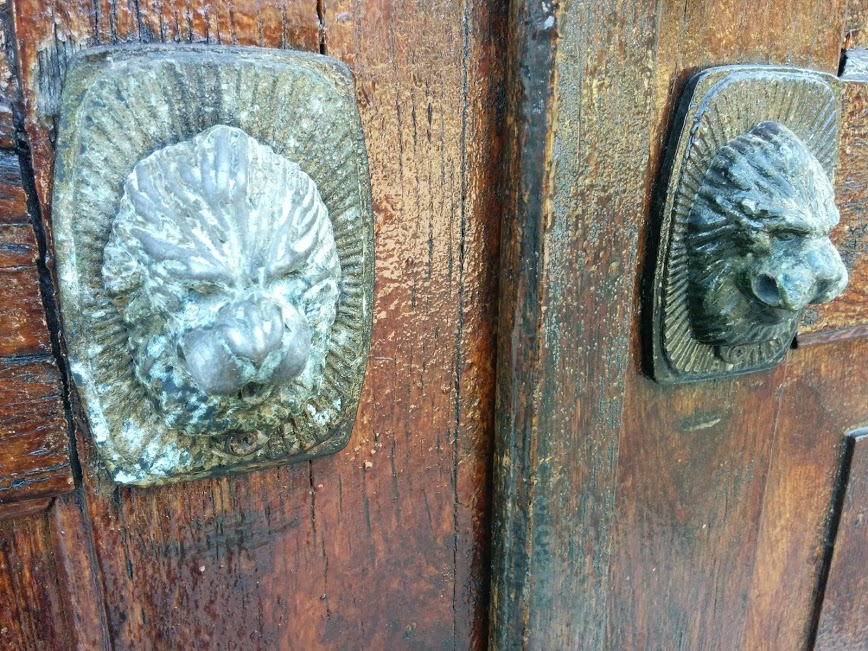
Ручки на дверях у палаці Подгорічані

### Додаткова література
- Бабенко В. Картинна галерея Пархомівки // Сільські вісті. — 1978. — 23 вересня.
- Волошина С. Це не просто музей // Прапор. — 1966. — № 2. — С. 57-62.
- Вороной А. Краснокутская пастораль, или Живописные грезы на сельском фоне // Время. — 1992. — 21 августа.
- Демиховский Н. Пархомовский эрмитаж // Сельская жизнь. — 1989. — 6 августа.
- Дорофеєв С. Для пархомівської «Третьяковки» // Соціалістична Харківщина. — 1978. — 7 листопада.
- Євсеєв В. Школа Луньова // Людина і світ. — 1981. — № 3. — С. 21-27.
- Іванчук Л. Ювілей сільської Третяковки // Промінь. — 1995. — 2 грудня.
- Калашник О. Пархомівка-Дрезден [Про Пархомівський історико-художній музей] // Панорама. — 1996. — 6 липня. — С. 8.
- Краснящих А. Поможем Пархомовке // Красное знамя. — 1989. — 18 февраля.
- Луньов П. За перебудову надії: [Бесіда з дир. пархом. музею / Записав І. Іменинник] // Промінь. — 1988. — 2 лютого.
- Луньов П. Краса і щирість: [Про вист. кранокут. худож. О. В. Варваніна в Пархом. іст-худож. музеї] // Промінь. — 1991. — 24 жовтня.
- Мизгіна В. Доторкнутися до віковічних цінностей [До 40-річчя заснування Пархомівського історико-художнього музею] // Промінь. — 1995. — 22 листопада.
- Мизгіна В. Пархомівське диво // Слобода. — 1995. — 29 ноября. — С. 6.
- Мироненко І. Те, що наближається у темряви й сльози: [Про персон. виставку худож. І. Селищевої у Пархом. музеї] // Київ. — 2001. — № 9/10. — С. 188—190.
- Решетов А. Сельская «Третьяковка» // Красное знамя. — 1982. — 31 окт.
- Сергієнко Є. Уроки Луньова, або година прекрасного в Пархомівському шкільному музеї // Ленінська зміна. — 1981. — 24 січня.
- Слесарев Г. Парадоксальный Лунев [О директоре Пархомовского историко-художественного музея А.Луневе] // Время. — 2000. — 29 січня.
- Тырнов В. «…И свет в окне светит, и тьмя не объяла его»: [О коллекционере и создателе Пархом. музея А. Луневе] // Грани. — 1999. — № 45. — С. 1, 3.
- Фідчунова М. Пархомівська Нефертіті // Соціалістична культура. — 1971. — № 8. — С. 14-15.
- Хомайко Ю. В Пархомовку к Луневу // Вечерний Харьков. — 1995. — 25 ноября.
- Цебренко В. Мистецька перлина Слобожанщини [Про Пархомівський історико-художній музей] // Промінь. — 2003. — 3 червня.
- Чистилин В. Что может человек: [О создателе Пархом. ист.-худож. музея А.Луневе] // Аргументы и факты. — 1995. — 18 ноября. — С. 3.
- Юхно І. Сільська картинка // Промінь. — 1985. — 18 березня.